# Anúna
Anúna es un conjunto vocal formado en Irlanda en 1987 por el compositor irlandés Michael McGlynn bajo el nombre de An Uaithne. El grupo, que tomó su nombre actual en 1991, ha grabado dieciocho álbumes y ha logrado un gran éxito internacional, incluido un papel importante en Riverdance de 1994 a 1996. Casi todo su repertorio está compuesto o arreglado por McGlynn. A pesar de haber tenido su sede en Irlanda desde su fundación y haber formado a muchos cantantes irlandeses, McGlynn anunció en diciembre de 2022 que el grupo dejaría de actuar en público en Irlanda, aunque continuaría haciéndolo en Irlanda del Norte y otros países.

## Estilo de música
El nombre original del grupo, An Uaithne, «es la descripción colectiva de las tres antiguas formas de música irlandesa [...] el Goltraí (canto de lamento), Geantraí (canto de alegría) y Suantraí (la canción de cuna)». McGlynn reconstruyó y arregló una cantidad sustancial de música irlandesa antigua y medieval, además de escribir piezas originales. Anúna no trabaja con un director en la actuación y se mueve por el recinto en diferentes puntos del concierto. Su formación estándar es de 12 a 14 cantantes de un grupo de 25 a 30.
McGlynn ha declarado: «Mi interés por la canción tradicional surgió de mis años escolares en Coláiste na Rinne en Dungarvan, y también sentí la necesidad de explorar y comunicar al público general mi entusiasmo por la música medieval, más particularmente la música medieval irlandesa. Así nació el repertorio ecléctico que caracteriza la música de Anúna». McGlynn reajustó y reorganizó textos históricos y reconstrucciones de la música irlandesa medieval. Entre ellas se incluyen las piezas del siglo XII «Dicant Nunc» y «Cormacus Scripsit», ambas procedentes de manuscritos irlandeses e incluidas en el repertorio de An Uaithne. Otras reconstrucciones (incluidas «Miserere Miseris» del Dublin Troper y «Quem Queritis» de The Dublin Play) siguen apareciendo en el repertorio de Anúna. McGlynn ha dicho: «Creo que uno de los propósitos de Anúna ha sido abrir la puerta de la oscuridad a algunas de las muchas piezas medievales que hemos grabado».
An Uaithne incluyó una serie de arreglos de música tradicional realizados por McGlynn como parte de su repertorio. Ha declarado: «Uno de los malentendidos sobre mi música es que en realidad no me preocupa salvar la música tradicional irlandesa; no soy un tradicionalista. El único contacto que tuve [con la canción tradicional irlandesa] fue durante mi año en Coláiste na Rinne en Dungarvan. Las canciones que he compuesto no proceden de una colección específica; son más bien impresiones de las canciones que recordaba». McGlynn también creó nuevas composiciones que podrían percibirse como arreglos de canciones irlandesas pero que, de hecho, eran nuevas melodías compuestas con textos tradicionales. Estas obras no son arreglos y se convirtieron en una característica del repertorio de An Uaithne y continúan siendo parte del canon de Anúna. McGlynn ha declarado: «La gente simplemente supone que acabo de encontrar una versión “viva”. En realidad, he hecho lo que ha hecho tan viable la música tradicional en solitario: he creado una nueva versión. Tomo las canciones y las reinterpreto de una manera nueva. Mi prioridad siempre es crear una versión coral que funcione».
Según Stephen Eddins de AllMusic, «[...] con la intención de unir la disciplina del canto coral clásico con la espontaneidad natural típica del canto folclórico irlandés». McGlynn apoya esto en su blog:
«Ahora puedo escuchar dos tipos de cantantes en la grabación. Hay voces grandes y suaves preferidas por los cantantes de formación clásica que había reunido a mi alrededor para An Uaithne, pero ahora puedo escuchar a los “otros”: cantantes de música antigua, cantantes tradicionales y cantantes sin formación. Hay una pelea en marcha. Las interpretaciones son ásperas, pero tremendamente enérgicas. Muchos de los cantantes más clásicos o grupos corales se aferran a las partituras inadecuadamente aprendidas, mientras que la gente nueva canta sin música y sin afectación».
La génesis del sonido vocal del coro deriva de varias fuentes diferentes, entre ellas Le Mystère des Voix Bulgares, aunque él ha afirmado que Anúna no son una expresión de su cultura de la misma manera que el coro búlgaro porque, al crear Anúna, no tenía sentido pretender que en Irlanda había existido una cultura de canto a voces. McGlynn ha declarado: «Lo que he hecho es tratar de crear siempre una accesibilidad utilizando el concepto de fragilidad en la voz para permitir que la audiencia acceda a una música que, de otro modo, podría resultarle excesívamente compleja desde el punto de vista armónico o técnicamente exigente de escuchar».
Anúna, que alguna vez fue un grupo de cantantes de formación clásica, a principios de la década de 1990 comenzó a incluir cantantes no formados con experiencia en géneros musicales no clásicos, logrando así el timbre más natural que McGlynn buscaba. «Este es el sonido “Anúna”: potente y frágil, inmediato y humano. Cuando lo desarrollé, fue casi como una protesta contra la naturaleza artificial de los grupos corales de los que había formado parte, donde los cantantes parecían cantar por sí mismos, nunca como una unidad genuina y nunca para el público.»
El timbre vocal del grupo ha cambiado en los últimos treinta años, según McGlynn: «En 1994, Anúna era embrionario y estaba limitado por la capacidad de los cantantes para interpretar realmente el material. Escribí para el instrumento que tenía a mi disposición, y el material sufre y se beneficia de esta restricción. Hoy en día no tengo esas mismas restricciones, con miembros provenientes de todo el mundo. Anúna cuenta ahora con algunos de los mejores cantantes corales del planeta, así que poco a poco me estoy acostumbrando a la idea que puedo estirar mi voz como escritor mucho más que en el pasado».
El conjunto trabaja proyecto a proyecto y se nutre de una reserva de cantantes disponibles que se encuentran en muchos países. Los intérpretes utilizan técnicas de interpretación específicas denominadas colectivamente «Técnica Anúna».

## Historia

### An Uaithne
McGlynn formó el coro An Uaithne en 1987 tras su participación en los coros universitarios del University College Dublin como en el Trinity College Dublin, así como en el coro de cámara semiprofesional RTÉ. Los miembros fundadores incluyeron a Monica Donlon y la cantante de ópera Miriam Blennerhassett de Howth (a quienes había conocido en la UCD), así como a Garrath Patterson. Los primeros conciertos del coro incluían música medieval irlandesa y europea, piezas corales contemporáneas de compositores irlandeses y arreglos folclóricos irlandeses.
En 1991, An Uaithne se convirtió oficialmente en Anúna, una interpretación estilizada no fonética del irlandés an uaithne (ənˠ ˈuənʲə) propuesto por la madre de Monica Donlon, Paula Donlon. En 1993 publicaron su disco ANÚNA, un CD de dieciséis temas al que siguió (en 1994) el álbum Invocation. Ambos álbumes obtuvieron la licencia del sello irlandés Celtic Heartbeat y se lanzaron en 1995. El álbum Anúna alcanzó el puesto 11 en la lista Billboard World Music en 1995.

Anúna actuando en Riverdance -The Show, Dublín, febrero de 1995

Anúna estuvo asociada con Riverdance desde 1994 hasta 1996. Dieron la primera interpretación de la pieza en el Festival de la Canción de Eurovisión, permaneciendo 18 semanas en el número 1 en la lista de sencillos irlandeses y alcanzando el número 9 en la lista de sencillos del Reino Unido. Aparecieron en el CD Riverdance: Music from the Show y en el DVD Riverdance: the Show. Cantaron la sección coral de apertura, «Cloudsong», con un solo de la soprano Katie McMahon.
Anúna ganó un Irish National Entertaiment Award por música clásica en 1994. En 1995 lanzaron Omnis, seguido de Deep Dead Blue en 1996. Este último obtuvo un lanzamiento internacional en el sello Gimell/Polygram en 1999 y fue nominado a un Classical Brit Awards en 2000. El grupo dejó Riverdance en 1996. La soprano de Anúna Eimear Quinn ganó el Festival de Eurovisión ese mismo año en Oslo.
En 1997, Anúna lanzó el CD Behind the Closed Eye, una colaboración orquestal con la Ulster Orchestra, la principal orquesta sinfónica de Irlanda del Norte. El coro apareció en el Festival Mundial de Música Sacra en Marruecos en 1998 (volvió en 2002). En 1999, Anúna actuó en el primer Irish Prom de la historia en los BBC Proms en el Royal Albert Hall de Londres.

### 2000-2009
En 2000 se lanzó Cynara, seguido de Winter Songs (retitulado Christmas Songs para el lanzamiento estadounidense) en 2002. Ese mismo año, el grupo apareció en el «Proms in the Park» de Belfast, un concierto al aire libre con la Orquesta del Úlster en los terrenos del Ayuntamiento de Belfast.
Su álbum Sensation, lanzado en abril de 2006, era una colección ecléctica en la que McGlynn interpretaba los textos del cardenal Henry Newman, Arthur Rimbaud e Hildegard von Bingen. La canción que daba título al disco incluía una recitación hablada del poema de Rimbaud «Sensation» por el cantante bretón Gilles Servat. En enero de 2007, Anúna grabó una serie de presentaciones en vivo en Cleveland que han sido transmitidas ampliamente por la PBS en todo Estados Unidos en un «especial» producido por The Elevation Group y Maryland Public Television. El grupo realizó una gira de dos meses por Estados Unidos en otoño de 2007. El álbum Anúna: Celtic Origins fue lanzado ese mismo año. Fue el álbum más vendido en la categoría World Music de Nielsen Soundscan en agosto de ese año. En noviembre de 2008 se lanzó en Estados Unidos Christmas Memories, un lanzamiento en CD y DVD que se emitió en la PBS a nivel nacional en noviembre y diciembre. El álbum entró en las listas de Billboard World Music en el número 6 en la primera semana de lanzamiento y pasó 10 semanas en el top 20 de álbumes de Billboard World Music. El sencillo «Ding Dong Merrily on High» alcanzó el puesto 26 en la lista «Hot Adult Contemporary Tracks» de Billboard en diciembre de 2008.
En junio de 2009, Anúna lanzó el CD Sanctus y el DVD Invocations of Ireland. Sanctus presentó cuatro pistas lanzadas anteriormente que han sido remasterizadas y (en el caso de una pista, «Nobilis Humilis») se han regrabado partes y agregado a la canción original. También se incluyen «Agnus Dei» de McGlynn, Miserere mei, Deus de Gregorio Allegri y Crucifixus de Antonio Lotti. Invocations of Ireland fue un DVD de 56 minutos filmado en toda Irlanda por Michael McGlynn y presentaba la música de Anúna cantada en el paisaje irlandés. El DVD fue lanzado por Columbia en Japón y se emitió extensamente en el Ovation Channel de Australia.
En julio de 2009, Anúna ofreció la primera interpretación de Behind the Closed Eye en la República de Irlanda en el National Concert Hall de Dublín con la Orquesta Sinfónica Nacional RTÉ.

### 2010-2022
En 2010, Anúna adoptó el nombre de «Anúna, Ireland's National Choir» como título oficial e inauguró un programa de Educación y Divulgación. El grupo actuó nuevamente con la Orquesta Sinfónica Nacional de Irlanda RTÉ en julio de 2010, con la violinista finlandesa Linda Lampenius. El programa incluyó una serie de nuevas piezas y arreglos, incluida la fantasía de McGlynn de nueve minutos The Last Rose, basada en las canciones de Thomas Moore.
En junio de 2010, Anúna colaboró en un nuevo proyecto de CD y DVD con The Wiggles, titulado It's Always Christmas With You! y lanzado en 2011. En septiembre de 2010, Anúna grabó un arreglo de Michael McGlynn de «Away in a Manger» con la exsolista de Celtic Woman Órla Fallon para su especial navideño de PBS, en el que también participaron David Archuleta y otra exsolista de Anúna y Celtic Woman, Méav Ní Mhaolchatha. El especial fue filmado en Dublín, Irlanda. Nada menos que cinco de las solistas que han aparecido en Celtic Woman desde 2005 (Órla Fallon, Méav Ní Mhaolchatha, Lynn Hilary, Éabha McMahon, Tara McNeill y Deirdre Shannon) han sido miembros de Anúna.
Del 27 al 29 de enero de 2011, Anúna se unió a los pioneros musicales irlandeses Clannad para ofrecer tres conciertos en la Catedral de la Iglesia de Cristo de Dublín para las celebraciones del cuadragésimo aniversario del grupo de Donegal. Colaboraron en cinco temas, «Dúlamán», «Caislean Óir», «Theme from Harry's Game», «In a Lifetime» y «I Will Find You». Anúna también interpretó una versión de «Media Vita» cuando subieron al escenario, integrando elementos musicales de «Caislean Óir».
Anúna hizo su debut en China en junio de 2011, con una gira por varias ciudades de China. Actuaron en el Beijing Poly Theatre de Beijing y en el Shanghai Oriental Art Center de Shanghái. En julio de 2011, el National Concert Hall de Dublín presentó la primera Escuela Internacional de Verano Anúna. El evento tuvo lugar entre el 5 y el 9 de julio y contó con un equipo de facilitadores internacionales, incluido Matthew Oltman, entonces director musical de Chanticleer. En septiembre, su álbum Christmas Memories debutó en el puesto 95 del Billboard 200.  Para finalizar el año, Anúna visitó Japón, viaje que incluyó conciertos y talleres. Esta gira también incluyó una visita de alto nivel a la zona afectada por el tsunami de 2011 y a Fukushima. En abril de 2012, Anúna participó en el estreno del Requiem for the Lost Souls of the Titanic de Philip Hammond en la Catedral de Santa Ana de Belfast.
Para celebrar su 25 aniversario en junio de 2012, Anúna lanzó su nuevo álbum Illumination, un CD de quince pistas y (en mayo) apareció en la banda sonora del videojuego Diablo III. El director de audio de Blizzard Entertainment, Russell Brower, dijo: «Trabajando un poco en contra de las expectativas convencionales, el Infierno es un sonido hermoso y seductor, proporcionado por el sorprendente grupo coral ANÚNA de Dublín». En febrero de 2014, el juego vendió 15 millones de copias en todas las plataformas. La banda sonora fue nominada a un premio BAFTA en 2013. En octubre, el coro impartió un taller en el Conservatorio de Música de Shanghái y organizó una serie de talleres corales públicos en los Países Bajos en noviembre. 2013 marcó los primeros conciertos y talleres en Canadá para el grupo. En 2015, Anúna agotó las entradas delCentro Nacional de Artes Escénicas de Beijing.
En 2017, como parte de su 30 aniversario, Anúna actuó como parte de un proyecto colaborativo titulado «Takahime» ante una audiencia que agotó las entradas el 16 de febrero en el Orchard Hall de Tokio. Incluyó una interpretación de la adaptación de Yokomichi Mario de «At the Hawk's Well» de W. B. Yeats titulada «Takahime», dirigida y musicalizada por McGlynn y Genshō Umewaka (un tesoro nacional viviente japonés), quien dijo sobre la colaboración con Anúna: «Creo que La música coral celta y el Noh son similares en el sentido de que ambas son artes abstractas... Así que no tenemos necesidad de dudar y podemos generar todas las chispas creativas que deseemos». La actuación contó con un elenco completo de actores y músicos de Noh, con Umewaka en el papel de The Hawk.
El 30 de julio de 2017, el coro actuó en el evento conmemorativo de Francis Ledwidge en Richmond Barracks en Dublín; McGlynn comentó: «Cuando descubrí a Ledwidge por primera vez a través del trabajo académico del poeta de Inchicore Liam O'Meara, fue como encontrar un espíritu afín» y «Durante las últimas dos décadas he llevado su poesía por todo el mundo mientras Anúna ha realizado giras. Cada nueva configuración que hago de sus textos produce más y más capas de significado, más sutileza y matices. Ledwidge sigue siendo una de mis mayores inspiraciones poéticas».
En noviembre de 2017, Anúna lanzó un vídeo (creado por Michael McGlynn) de la pieza «Shadow of the Lowlands», compuesta por Yasunori Mitsuda. Hablando de su primer encuentro con Anúna a través de su álbum Deep Dead Blue, Mitsuda dijo: «Sentí que ANÚNA era un nuevo tipo de coro que nunca había escuchado antes. Mi atención se centró en el cantante principal, Michael McGlynn, y soñé sobre hacer música con ANÚNA algún día. Después de 20 años, mi sueño se hizo realidad al crear el juego Xenoblade Chronicles 2». «Shadow of the Lowlands» es una de los cuatro que aparecen en la banda sonora del videojuego Xenoblade Chronicles 2 de Nintendo Switch. En febrero de 2018, el grupo ganó la categoría de Conjunto Sobresaliente de los Annual Game Music Awards 2017 por sus contribuciones al juego. En abril, Anúna se unió a Mitsuda en el escenario en abril para una serie de conciertos completos de música de Xenogears para celebrar su 20 aniversario.
En noviembre de 2022, el grupo lanzó un álbum con temática navideña únicamente digital grabado en Dublín. En diciembre de 2022, el líder del grupo anunció que un par de actuaciones el 3 de diciembre serían sus últimas actuaciones públicas en Irlanda, diciendo: «Después de 35 años, se ha vuelto cada vez más evidente que ANÚNA no tiene un lugar dentro de la comunidad musical irlandesa». Afirmó además que el grupo «continuaría actuando en Irlanda del Norte y de forma privada en casa», además de realizar giras internacionales.

## Miembros/artistas

### Miembros actuales seleccionados
Miriam Blennerhassett es una mezzosoprano irlandesa, actual directora del coro de Anúna, presentándose también como solista en CD, DVD y en interpretación. Aparece como solista en los álbumes Omnis, Invocation, Sensation, Deep Dead Blue, Celtic Origins y Behind the Closed Eye. Aparece como solista en Invocations of Ireland y Celtic Origins. Blennerhassett es miembro fundador de Anúna.
Lucy Champion es una cantante inglesa. Actualmente ocupa el cargo de Coordinadora de Educación de Anúna y es soprano solista destacada del coro. Aparece como solista en los álbumes Christmas Songs, Invocation, Sensation, Anúna, Sanctus, Cynara, Deep Dead Blue, Christmas Memories, Celtic Origins y Behind the Closed Eye. Aparece como solista en los DVD Invocations of Ireland y Celtic Origins. Fue directora de conciertos y eventos de la Ulster Orchestra en Belfast, administradora y directora educativa de la Wren Orchestra en Londres, directora educativa del National Concert Hall de Dublín y actualmente es profesora coral y educadora, habiendo recientemente impartido una serie de talleres en el National Concert Hall de Dublín en 2009/2010.
John McGlynn es tenor de Anúna y cantautor irlandés. También es el hermano gemelo idéntico de Michael McGlynn. Su distintivo estilo de guitarra aparece en muchos de los álbumes de Anúna. Arquitecto de profesión, actualmente actúa como director del coro, y realiza giras en esa capacidad por Europa y Estados Unidos. Lanzó su álbum en solitario Songs For A Fallen Angel en el año 2000 y ha formado un trío titulado Sweet June. Sus arreglos y canciones originales aparecen en varios lanzamientos de Anúna. «If All She Has Is You» aparece en el álbum y DVD del concierto de Celtic Origins y ha sido versionada por la solista de Celtic Woman, Lynn Hilary, en su álbum debut en solitario. Otros arreglos y piezas originales incluyen «The Fisher King», «Buachaillón Éirne», «Siúil a Rúin» y «O Come All Ye Faithful». Aparece como solista en los álbumes Christmas Songs, Invocation, Anúna, Deep Dead Blue, Christmas Memories, Celtic Origins y Cynara. Aparece como solista en los DVD Invocations of Ireland, Celtic Origins y Christmas Memories.

### Miembros anteriores seleccionados
Varios cantantes que abandonaron el coro lograron reconocimiento internacional por derecho propio:
- Eimear Quinn, soprano, fue miembro en 1995 y 1996, y ganó el Festival de la Canción de Eurovisión en 1996 mientras era miembro.[51] Ha grabado numerosos solos con el coro, entre ellos «The Mermaid», «Diwanit Bugale», «The Green Laurel», «Gaudete» y «Salve Rex Gloriae». Aparece en los álbumes Omnis y Deep Dead Blue.
- Ian King, un compositor británico que trabaja en el género de música folk inglesa, fue tenor con Anúna de 1996 a 1997. Su álbum debut, Panic Grass and Fever Few obtuvo críticas de cuatro estrellas en los medios británicos The Guardian y The Observer, y apareció en la portada del trigésimo aniversario de 2009 de la influyente revista fRoots.
- Julie Feeney es una exitosa solista y cantó contralto con Anúna de 1997 a 2001.
- Hozier, también conocido como Andrew Hozier-Byrne, fue miembro de Anúna de 2009 a 2012 y aparece como solista en su lanzamiento de 2012, Illumination, cantando «La Chanson de Mardi Gras». Realizó giras y cantó con el grupo a nivel internacional, incluidas actuaciones en Noruega y los Países Bajos.[52]

Algunas de las cantantes que han aparecido como solistas en Celtic Woman son exintegrantes del grupo:
- Méav Ní Mhaolchatha es una soprano que fue miembro del coro entre 1994 y 1998.[51] Ha grabado numerosos solos con el coro, entre ellos «Midnight», «The Lass of Glenshee», «Geantraí», «When I was in My Prime» y «The Mermaid». Aparece en los álbumes Omnis, Deep Dead Blue y Behind the Closed Eye.
- Órla Fallon es un artista solista de música tradicional que fue miembro de Anúna en 1996.[51] En 2010, su especial de Navidad de la PBS «Órla Fallon's Celtic Christmas», también lanzado en CD y DVD, presenta a Anúna en la canción «Away in a Manger» actuando con ella.[53]
- Deirdre Shannon comenzó su carrera profesional en 1996 cuando se convirtió en miembro de Anúna y aparece como solista en el lanzamiento del álbum original de «Behind the Closed Eye» como solista en el tema «1901».
- Lynn Hilary fue miembro de Anúna entre 2000 y 2007.[51] Ha grabado numerosos solos con el coro, entre ellos «Midnight», «Codhlaím go Suan», «The Last Rose», «The Road of Passage» y «Annaghdown». Aparece en los álbumes Christmas Songs, Invocation, Sensation y Behind the Closed Eye. En 2012 apareció como solista en dos temas, «Siosuram So» y «Summer Song» del álbum de Anúna Illumination (2012). También aparece como solista en el álbum Revelation (2015) de Anúna.
- Éabha McMahon es cantante de Sean nós y se unió a Celtic Woman en 2015. Aparece como solista en dos álbumes de Anúna, Christmas Memories (2008) y Revelation (2015).
- Tara McNeill cantó con Anúna de 2010 a 2016 y se unió a Celtic Woman en 2016 como violinista destacada en el espectáculo.

## Discografía

### Lanzamientos de álbumes y DVD
El grupo ha lanzado muchos álbumes y varios DVD desde 1991:
| Año  | Título                             | Formato                 | Pistas | Solistas                                                  | Artistas invitados         | Notas | Referencia           |
| ---- | ---------------------------------- | ----------------------- | ------ | --------------------------------------------------------- | -------------------------- | --- | -------------------- |
| 1990 | An Uaithne                         | Casete (sóllo)          |        |                                                           |                            | |                      |
| 1991 | An Uaithne                         | Casete (sólo)           |        |                                                           |                            | |                      |
| 1993 | ANÚNA                              | CD                      |        |                                                           |                            | 1995 Billboard Top World Music Albums (Pico no.11). Regrabado y reeeditado en 2005 |                      |
| 1994 | Invocation                         | CD                      |        |                                                           |                            | Regrabado y reeditado en 2002 |                      |
| 1995 | Omnis (Edición original)+          | CD                      |        |                                                           |                            | |                      |
| 1996 | Omnis (Edición especial)+          | CD                      |        |                                                           |                            | Totalmente regrabado |                      |
| 1996 | Deep Dead Blue                     | CD                      |        |                                                           |                            | Remasterizado y remezclado en 2004, nominado a un Classical Brit Award 2000[61]. |                      |
| 1997 | Behind the Closed Eye              | CD                      |        |                                                           |                            | Remasterizado y remezclado en 2003 (reeditado) |                      |
| 1998 | Ocean                              | CD                      |        |                                                           |                            | Lanzamiento limitado de un EP promocional de cinco canciones, encargado por BT y la ESB. |                      |
| 2000 | Cynara                             | CD                      |        |                                                           |                            | |                      |
| 2002 | Essential Anúna++                  | CD                      |        |                                                           |                            | Publicado en todo el mundo por Universal Classics and Jazz |                      |
| 2002 | Winter Songs++                     | CD                      |        |                                                           |                            | Reeditado como Christmas Songs por Koch Records, 2004 |                      |
| 2005 | Anúna Live at Annedal++            | CD                      |        |                                                           |                            | Edición sueca (21 pistas) |                      |
| 2005 | The Best of Anúna++                | CD                      |        |                                                           |                            | Edición europea, diferente de la recopilación Essential |                      |
| 2005 | Essential Anúna++                  | CD                      |        |                                                           |                            | Lanzamiento exclusivo en EE. UU., Koch Records |                      |
| 2006 | Sensation                          | CD                      |        |                                                           | Gilles Servat (Recitation) | |                      |
| 2006 | Celtic Dreams                      | CD                      |        |                                                           |                            | | Valley Entertainment |
| 2007 | Celtic Origins                     | CD, DVD                 |        |                                                           |                            | 2007 Billboard Top Heatseekers (Pico no.10) & Billboard Top World Music Albums (Pico no.6). DVD: Grabación mejorada para la televisión pública de EE. UU. de la actuación en Cleveland, Ohio (23 temas). |                      |
| 2008 | Christmas Memories                 | CD, DVD                 |        |                                                           |                            | 2011 September, Billboard 200 Album Chart (Pico no.95), 2008 Billboard Top Heatseekers (Pico no.23), Billboard Top World Music Albums (Pico no.6).                                                       |                      |
| 2009 | Invocations of Ireland             | DVD                     |        |                                                           |                            | |                      |
| 2009 | Sanctus                            |                         |        |                                                           |                            | |                      |
| 2010 | The Best of Anúna (New edition) ++ | CD                      |        |                                                           |                            | |                      |
| 2010 | Christmas with Anúna               | CD                      |        |                                                           |                            | |                      |
| 2012 | Illumination                       | CD                      |        |                                                           |                            | |                      |
| 2014 | Illuminations                      | CD                      |        |                                                           |                            | Remezcla completa de «Illumination», con la incorporación de Linda Lampenius en los temas «Fegaidh Uaibh», «Greensleeves» y «Scarborough Fair».                                                          |                      |
| 2015 | Revelation                         | CD                      |        |                                                           |                            | |                      |
| 2017 | Takahime (sencillo)                | Sólo en formato digital |        |                                                           |                            | |                      |
| 2017 | Songs of the Whispering Things     | Sólo en formato digital |        |                                                           |                            | |                      |
| 2017 | A Christmas Selection ++           | CD                      |        |                                                           |                            | |                      |
| 2017 | Selected 1987-2017 ++              | CD                      |        |                                                           |                            | Edición limitada en CD, 1000 copias |                      |
| 2017 | Selected II 1987-2017 ++           | CD                      |        |                                                           |                            | Edición limitada en CD, 1000 copias |                      |
| 2018 | Transcendence ++                   | Sólo en formato digital |        |                                                           |                            | Publicado anteriormente como «Sanctus», pero remasterizado y remezclado. Incluye los nuevos temas «Lorica» y «Transcendence».                                                                            |                      |
| 2019 | Anúna : Collection ++              | Sólo en formato digital |        |                                                           |                            | Recopilación, incluye dos temas inéditos «Blackbird» y «I Will Give My Love an Apple». |                      |
| 2022 | Evocation                          | Sólo en formato digital |        |                                                           |                            | Recopilación de remezclas, 11 temas. |                      |
| 2022 | «Christmas from Ireland»           | Sólo en formato digital |        |                                                           |                            | Lanzamiento de la banda sonora de la película de 2020 «ANÚNA: On a Cold Winter's Night». 13 pistas. |                      |
| 2023 | Otherworld                         | Digital,CD,Vinilo       | 11     | Lauren McGlynn, Aisling McGlynn, Þórhallur Auður Helgason |                            | |                      |

+ Ambos álbumes se fusionaron en un solo lanzamiento remasterizado en 2003.
++ Indica una recopilación

### Colaboraciones grabadas
- Con Barry Manilow – Thumbelina (1993)
- Con The Chieftains y Sting – «Mo Ghile Mear» del álbum The Long Black Veil (1994)
- Con la RTÉ Concert Orchestra, Davy Spillane (gaita irlandesa), Kenneth Edge (saxofón), Máire Breathnach (violín), Noel Eccles (percusión) – Riverdance (1994)
- Riverdance: Música from the Show (1995)
- Con la Ulser Orchestra – Behind the Closed Eye (1997)
- Con The Chieftains y Elvis Costello – «Long Journey Home», tema principal del álbum Long Journey Home (1998)
- Con The Chieftains y Dadawa – «Tear Lake» de Tears of Stone (1999), solo en Japón
- Con The Chieftains y Brenda Fricker – «Never Give All The Heart» de Tears of Stone (1999)
- Con Secret Garden – «I Know a Rose Tree»: también disponible en sus álbumes: Dawn of a New Century (1999), Once in a Red Moon (2002) y el DVD A Night with Secret Garden (2000)
- Con Ashley MacIsaac – «The Wedding Funeral» del álbum Ashley MacIsaac (2002)
- Con Jerry Fish y el Mudbug Club – «Be Yourself», «True Friends», «Bob & God» del álbum Be Yourself (2002)
- Con Moya Brennan y Iarla Ó Lionaird – «Is Mise 'N Gaoth» del CD Music of Ireland: Welcome Home (2010)
- Con Órla Fallon – «Away in a Manger» de Orla Fallon's Celtic Christmas (2010)
- Con The Wiggles – «The Cherry Tree Carol», "«The Little Drummer Boy», «Ding Dong Merrily on High» y «We Three Kings» del CD y DVD It's Always Christmas With You! (2011).
- Con Yasunori Mitsuda – Xenogears Original Soundtrack Revival Disc –the first and the last– (2018).